# Gheorghe Mustea
Gheorghe Mustea (n. 1 mai 1951, Mîndrești, raionul Telenești, RSS Moldovenească, URSS) este un flautist, naist, pedagog, compozitor, dirijor și academician moldovean,   

## Biografie
Gheorghe Mustea s-a născut la 1 mai 1951 în satul Mândrești din Codrii Telenestilor. Creația lui abordează diverse genuri muzicale, cum ar fi: muzica simfonică (concertele nr.1 și 2), muzica de operă (Alexandru Lăpușneanu și Ștefan cel Mare), muzica de cameră instrumentală (Cvartet cu coarde, Rapsodie, Pastorala), muzica vocală (Trei mari iubiri, Dorul, Păstorul și mioara), muzica corală (Cantata Patrie, Lumineze stelele), muzică pentru copii, creații scenice, muzica de film, etc. 
Gheorghe Mustea este fondatorul și prim-dirijorul Orchestrei Simfonice a Companiei Publice Teleradio-Moldova. În anul 1989 a fost numit prim-dirijor și director al Orchestrei Simfonice Naționale a Companiei „Teleradio-Moldova”. Pe parcursul anilor 1999-2002 a deținut funcția de rector al Academiei de Muzică, Teatru și Arte Plastice. Din anul 2000 este profesor universitar la Academia de Muzică, Teatru și Arte Plastice. A înregistrat la Radio Chișinău creații de:  G. F. Handel,  G. Verdi,  C. M. Weber,  P. I. Ceaikovski,  L. Beethoven,  W. A. Mozart,  J. Strauss,  G. Enescu,  C. Porumbescu,  G. Rossini,  G. Donizetti,  V. Zagorschi, S. Buzilă, P. Constantinescu, T. Chiriac, V. Rotaru,  P. Rivilis,  Gh. Ciobanu,  D. Kițenko ș. a.
Studii
Școala medie de muzică „Ștefan Neaga” din Chișinău (1966-1970), Institutul de Arte „G. Musicescu” (1970-1975; 1975-1980), stagiune dirijorală la Orchestra Simfonică Academică a Filarmonicii „D. Șostakovici” din Leningrad, St. Petersburg (1984-1986).
Funcții deținute
Flautist și naist, apoi director muzical și dirijor al orchestrei Ansamblului de dansuri populare „Joc” al Filarmonicii din Chișinău (1969-1970), profesor la Școala medie de muzică „Ștefan Neaga” (1973-1975; 1978-1980), prim dirijor și director artistic al Orchestrei Simfonice Naționale a companiei „Teleradio-Moldova” (din 1989), profesor universitar și rector la Academia de Muzică, Teatru și Arte Plastice (1999-2002), Președinte al Societății Muzicale din Chișinău (1988-1991), membru corespondent al Academiei de Științe a Moldovei, membru al Uniunii Compozitorilor din Republica Moldova (1980).
Lucrări
Concertul pentru orchestră nr. 1 (1980), opera „Alexandru Lăpușneanu”, Balada Moldovei(1984), În miez de noapte când tresar (1985), Ciocârlia (1988), Păstorul și mioara (1989), Trei mari iubiri (1989), Moldovă, baștină dragă (1996), Basarabenilor (1991), Dorul (1988), Ce liniște din ceruri se coboară (1991) ș.a.  
Filmografie
Revelație, „Telefilm-Chișinău” (1988).
Distincții
Laureat al Concursului Unional al Tinerilor Compozitori (1974), laureat al Concursului de Compoziție din Moscova (1980), Premiul Tineretului din Republica Moldova „Boris Glavan” (1985), Maestru Emerit al Artei din Republica Moldova (1989), Premiul de Stat pentru opera „A. Lăpușneanu” (1990), Artist al Poporului (1991), Cavaler al Ordinului Republicii, Doctor Honoris Causa al Universității de Studii Aplicate din Moldova, Premiul Național (2013).